# Glavni stožer Oružanih snaga Republike Hrvatske
Glavni stožer Oružanih snaga Republike Hrvatske (GS OS RH) združeno je tijelo Oružanih snaga Republike Hrvatske ustrojeno u okviru Ministarstva obrane, nadležno za zapovijedanje, pripremu i uporabu Oružanih snaga. GS OSRH omogućava zapovijedanje cjelokupnim Oružanim snagama u skladu sa zapovijedima vrhovnog zapovjednika i aktima ministra obrane te obavlja i druge stručne poslove za potrebe vrhovnog zapovjednika i ministra obrane.

## Ustrojstvo Glavnog stožera
Ustrojstvo Glavnog stožera propisuje vrhovni zapovjednik na prijedlog načelnika Glavnog stožera i uz suglasnost ministra obrane. GS OSRH istodobno je i strategijsko plansko tijelo u području operativnog planiranja. Pod operativnim planiranjem se podrazumijeva vojno planiranje operacija i aktivnosti zapovjedništava i postrojbi OS RH. Izvodi se na tri razine – strategijskoj, operativnoj i taktičkoj. Glavni stožer je ustrojen na sljedeće organizacijske cjeline:
Načelnik Glavnog stožera OSRH je na čelu Glavnog stožera koji je nadređen zapovjedništvima, postrojbama i ustanovama Oružanih snaga te Vojnom predstavništvu Republike Hrvatske. Načelnik Glavnog stožera je glavni vojni savjetnik Predsjedniku Republike i ministru obrane. Načelnik Glavnog stožera odgovoran je Predsjedniku Republike za provedbu zapovijedi i naredbi te ministru obrane za provedbu odluka te ih izvješćuje o njihovoj provedbi u skladu s odredbama Zakona o obrani. U izvršavanju obveza i zadaća načelniku GS OSRH-a neposredno na raspolaganju stoji:
- Direktor Glavnog stožera koji je neposredno nadređen upravama Glavnog stožera te zamjenjuje načelnika Glavnog stožera u slučaju njegove odsutnosti i odsutnosti zamjenika načelnika Glavnog stožera. Direktor Glavnog stožera nadležan je nad Upravama koje su odgovorne za doktrinarno uređenje te za usmjeravanje i nadzor funkcioniranja svojega funkcionalnog područja.
- Savjetnik načelnika Glavnog stožera za zdravstvo koji je glavni savjetnik načelnika Glavnog stožera za područje zdravstvene zaštite i zdravstvene potpore u Oružanim snagama i odgovoran je za doktrinarno uređenje te organizaciju i funkcioniranje zdravstvene službe u Oružanim snagama.
- Prvi dočasnik Oružanih snaga izravno je odgovoran načelniku Glavnog stožera za izgradnju i rad Dočasničkog zbora u Oružanim snagama i koji sudjeluje u usmjeravanju profesionalnog razvoja vojnika, mornara i dočasnika Oružanih snaga.
- Kabinet načelnika Glavnog stožera ustrojava se za stvaranje potrebnih preduvjeta za redovito obnašanje dužnosti načelnika Glavnog stožera, zamjenika načelnika Glavnog stožera, direktora Glavnog stožera, savjetnika za zdravstvo i prvog dočasnika.
- Zapovjedno operativno središte (ZOS) je nadležno za zapovijedanje dodijeljenim snagama u operacijama potpore miru u inozemstvu i prilikom pružanja pomoći institucijama civilne vlasti i stanovništvu na ugroženim područjima i slučajevima prirodnih, tehničko-tehnoloških, ekoloških nesreća, traganja i spašavanja, protupožarne zaštite, prijevoza unesrećenih ili oboljelih u skladu s odobrenim planovima korištenja Oružanih snaga i provedbenim zapovijedima načelnika Glavnog stožera te za izradu zapovijedi i drugih provedbenih dokumenata potrebnih za svakodnevno funkcioniranje Oružanih snaga. Na čelu Zapovjedno operativnog središta je zapovjednik koji provodi zapovijedanje nad dijelovima Oružanih snaga u skladu s dodijeljenim ovlastima.
- Služba vojne policije (SVP) nadležna za područje vojno policijskih poslova. Na čelu Službe vojne policije nalazi se načelnik službe koji rukovodi Službom te organizira i usklađuje njen rad.

U GS OSRH postoje sljedeće uprave neposredno odgovorne Direktoru Glavnog stožera koji nadzire i koordinira radom uprava. Te organizacijske cjeline su:
- Personalna uprava (J-1) nadležna za funkcionalno područje personalnih poslova, izobrazbe i nakladništva,
- Obavještajna uprava (J-2) nadležna za funkcionalno područje obavještajnih poslova,
- Operativna Uprava (J-3/7) nadležna za planiranje operacija, za funkcionalno područje operativnih poslova, združene doktrine, vojne vježbe i obuku,
- Uprava za logistiku (J-4/8) nadležna za funkcionalno područje logistike (uključujući i zdravstvo) i financija,
- Uprava za planiranje (J-5/9) nadležna za funkcionalno područje dugoročnog planiranja uporabe snaga, resursa, međunarodne vojne i civilno-vojne suradnje te za programiranje i proračun,
- Uprava za komunikacijsko-informacijske sustave (J-6) nadležna za funkcionalno područje komunikacijskih i informacijskih sustava (KIS).

## Pristožerne postrojbe Glavnog stožera
Osnivane su u svrhu razvoja sposobnosti za provedbu različitih zadaća i aktivnosti potpore, koje druge sastavnice Oružanih snaga, zbog svoje specifičnosti ili opsega, ne mogu osigurati u okviru organskog sastava. Neposredno su odgovorne svojim imenovanim upravama pri Glavnom stožeru, a Služba vojne policije vrši nadzor Pukovnije vojne policije.
- Obavještajna pukovnija (OP) pruža združenu obavještajnu potporu Oružanim snagama i ostalim dijelovima obrambenog resora u izvršenju mirnodopskih zadaća, provedbi ratnih i neratnih operacija te je nositelj obuke i razvoja vojno obavještajnog roda u Oružanim snagama.[2]
- Pukovnija vojne policije (PVP) obavlja vojnopolicijske poslove u Ministarstvu obrane i Oružanim snagama. Pukovnija obavlja poslove zaštite osoba, objekata i prostora od važnosti za Ministarstvo obrane i Oružane snage, poduzima preventivne i represivne mjere u cilju sprječavanja kaznenih djela prekršaja i kršenja vojne stege i službene dužnosti te provodi kriminalistička istraživanja. Pukovnija je nadležna za obuku vojnopolicijskog roda te razvoj sposobnosti uzgoja i obuke vojnih pasa.
- Počasno-zaštitna bojna (PZB) izvršava protokolarne zadaće za potrebe državnog i vojnog vrha te zadaće zaštite i osiguranja Predsjednika Republike Hrvatske.
- Središnjica za komunikacijsko-informacijske sustave (SKIS) osigurava tehničku osnovicu mrežno usmjerenog zapovijedanja na strateškoj razini te administrira i štiti ključne komunikacijsko-informacijske sustave Oružanih snaga. Središnjica je nositelj izgradnje sposobnosti obrane informatičkog prostora u Oružanim snagama.
- Središnjica za upravljanje osobljem (SUO) provodi zadaće upravljanja djelatnim, ročnim i pričuvnim osobljem u skladu s konceptualnim uređenjem funkcionalnog područja, primarno u području pribavljanja, raspoređivanja i razvoja te djelomično i potpore osoblju u miru i pri provedbi ratnih i neratnih operacija.
- Dom Glavnog stožera Oružanih snaga (DGSOS) pruža prometnu, administrativnu i logističku potporu Glavnom stožeru.

Uprave Glavnog stožera i Služba vojne policije u skladu sa svojim funkcionalnim područjima provodu koordinaciju, usmjeravanje i provedbu zajedničkih zadaća u skladu s planskim dokumentima te nadzor rada i aktivnosti pristožernih postrojbi, prema sljedećem:
- Obavještajna uprava – Središnjica za obavještajno djelovanje (SOD)
- Služba vojne policije – Pukovnija vojne policije (PVP)
- Uprava za KIS – Središnjica za komunikacijsko-informacijske sustave (SKIS)
- Personalna uprava –  Središnjica za upravljanje osobljem (SUO)

## Poveznice
- Načelnik Glavnog stožera Oružanih snaga Republike Hrvatske
- Oružane snage Republike Hrvatske
- Ministarstvo obrane Republike Hrvatske